# القوانين الغذائية في المسيحية

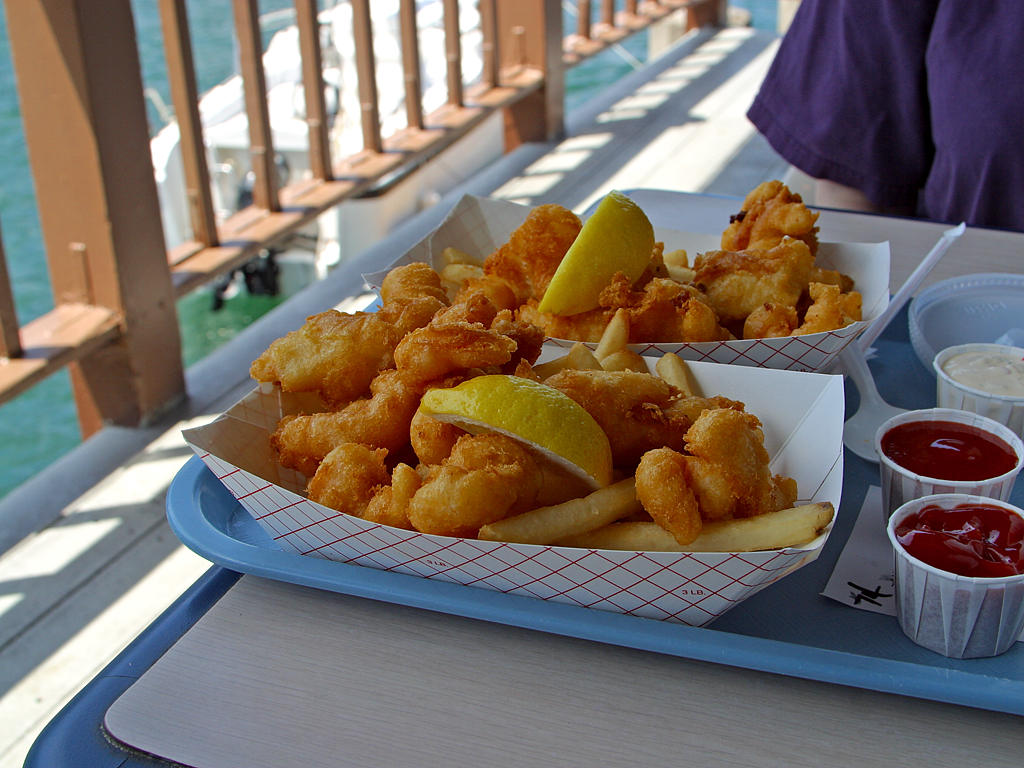
السمك المقليّ؛ وهو من مأكولات يوم الجمعة في العالم المسيحي.

الديانة المسيحية لا تحرم أي نوع من المأكولات أو المشروبات، إنما الأمر خاضع لقاعدة العهد الجديد "كل شيء تحل لي ، ولكن ليس كل شيء توافق"؛ وبينما يعتبر إذهاب العقل بالسكر خطيئة، فإن شرب كميات معتدلة من الكحول لا إثم عليه. في الثقافة والعبادة المسيحية يتم الصلاة غالبًا قبل وبعد الطعام لشكر الله على النعم. لا توجد أطباق مسيحية موحدّة، بل الأطباق تختلف من بلد إلى بلد باختلاف الثقافات. في بعض الثقافات مثل الهند أضحى لدى المسيحيين مطبخ خاص بهم مثل المطبخ الكاثوليكي الغواني ومطبخ كاثوليك مانغلور.
خارج التيار المسيحي العام تقوم كل من كنيسة التوحيد الأرثوذكسية الإثيوبية والأدفنتست بفرض سلسة من الشرائع على الطعام وهي تشابه القيود الموجودة في الديانة اليهودية والتي تعرف بالكشروت.

## في الكتاب المقدس
في الكتاب المقدس في سفر اللاويين ذكرت قواعد النجاسة والطهر، والذبائح المقدمة لدى شهادة الزور أو الامتناع عن الشهادة أو القيام بنجاسة ما.
الفصل الحادي عشر من السفر، ينظم قوائم محرمات الطعام ومحللاتها في العهد القديم والديانة اليهودية:
لا يتلزم المسيحيون بإستثناء كنيسة التوحيد الأرثوذكسية الإثيوبية والأدفنتست بشريعة مسموحات الطعام وممنوعاته:
| القوانين الغذائية في المسيحية | إن نظام العهد السابق قد اقتصر على تحريم بعض المأكولات والمشروبات وتحليل غيرها، وعلى وضع نظم مختصة بطقوس الاغتسال المختلفة، إن كل ما ضمه ذلك النظام كانت قوانين جسدية ينتهي عملها حين يأتِ وقت الإصلاح. | القوانين الغذائية في المسيحية |

## لحم الخنزير وشرب الكحول

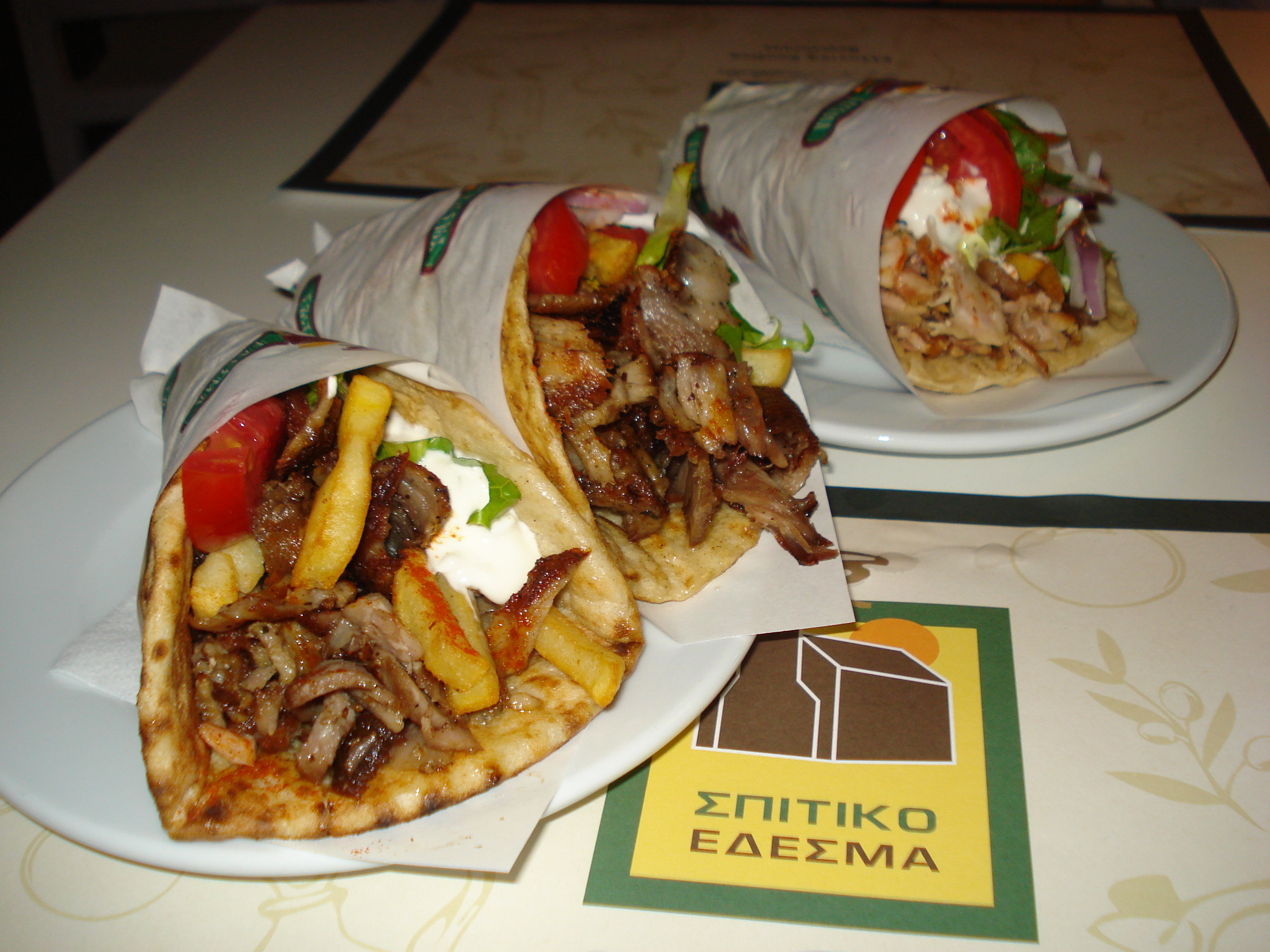
بيتا جيروس من المطبخ اليوناني؛ لا تحرم الديانة المسيحيَّة أكل لحم الخنزير.

عمومًا لا توجد لدى أغلبية الطوائف المسيحية موانع بأكل لحم الخنزير. علمًا أن بعض الطوائف المسيحية تحرم أكل الخنزير ومن أبرز هذه الطوائف كنيسة التوحيد الأرثوذكسية الإثيوبية، والأدفنست، وكنيسة الله المتحدة واليهود المسيانيين. في حين أنّ الكنيسة القبطية الأرثوذكسية تنقسم حول هذا الموضوع. في المقابل، فإن العديد من أعضاء الكنيسة المقدونية الأرثوذكسية تنظر إلى استهلاك لحم الخنزير كتقليد مهم، وترمز إلى بقاء ووفاء أجدادهم للهوية المسيحيّة خلال أوقات الحكم العثماني.
لا تحرّم المسيحية أي نوع من الشراب، غير أنّ بعض الكنائس البروتستانتية تحرم الخمر أو تدعو للابتعاد عنه، منها الخمسينية والكنيسة المعمدانية واللوثرية والميثودية والأدفنتست.
كما وتـُحرّمُ كنيسة يسوع المسيح لقديسي الأيام الأخيرة شرب الخمر، وغالبية أتباعها لا يشربون الشاي والقهوة وكل ما يحتوي على الكافيين، كما أن المورمون لا يدخنون السجائر.

## طريقة الذبح في المسيحية
بالنسبة لذبح الحيوانات فالأساس يجب تصفية الذبيحة من الدم، وتمنع المسيحية عن أكل الدم مثل الديانة اليهودية والإسلام. الكنائس المسيحية الشرقية مثل الكنيسة الرسولية الأرمنية وغيرها من الكنائس الأرثوذكسية المشرقية والشرقية تعتمد على الطريقة اليهودية في الذبح والتي تسمى شحيطه، هذه الطريقة مستقاة من العهد القديم حيث أنّ الشحيطة تتطلب ان يكون الحيوان واعي وهذا يعني أن صعقه بالكهرباء قبل ذبحه محظور.

## الإمتناع عن اللحوم
في الثقافة الكاثوليكية تنتشر عادة أكل السمك والمأكولات البحرية في يوم الجمعة. في الصوم الكبير وباختلاف الطوائف ومن منطقة إلى أخرى، يتنوع بين الامتناع عن الطعام ساعات محددة أو الامتناع عن ألوان محددة من الطعام؛ الكنيسة الرومانية الكاثوليكية وغيرها من الكنائس المسيحية الغربية تفرض على أتباعها انقطاع عن الللحوم ومنتوجات الحليب والأجبان يومي الأربعاء والجمعة، في حين أنّ الكنائس الأرثوذكسية الشرقية وغيرها من الكنائس ذات التقاليد المسيحية الشرقية تفرض انقطاع عن اللحوم لمدة أربعين يومًا.

## أطباق من العالم المسيحي

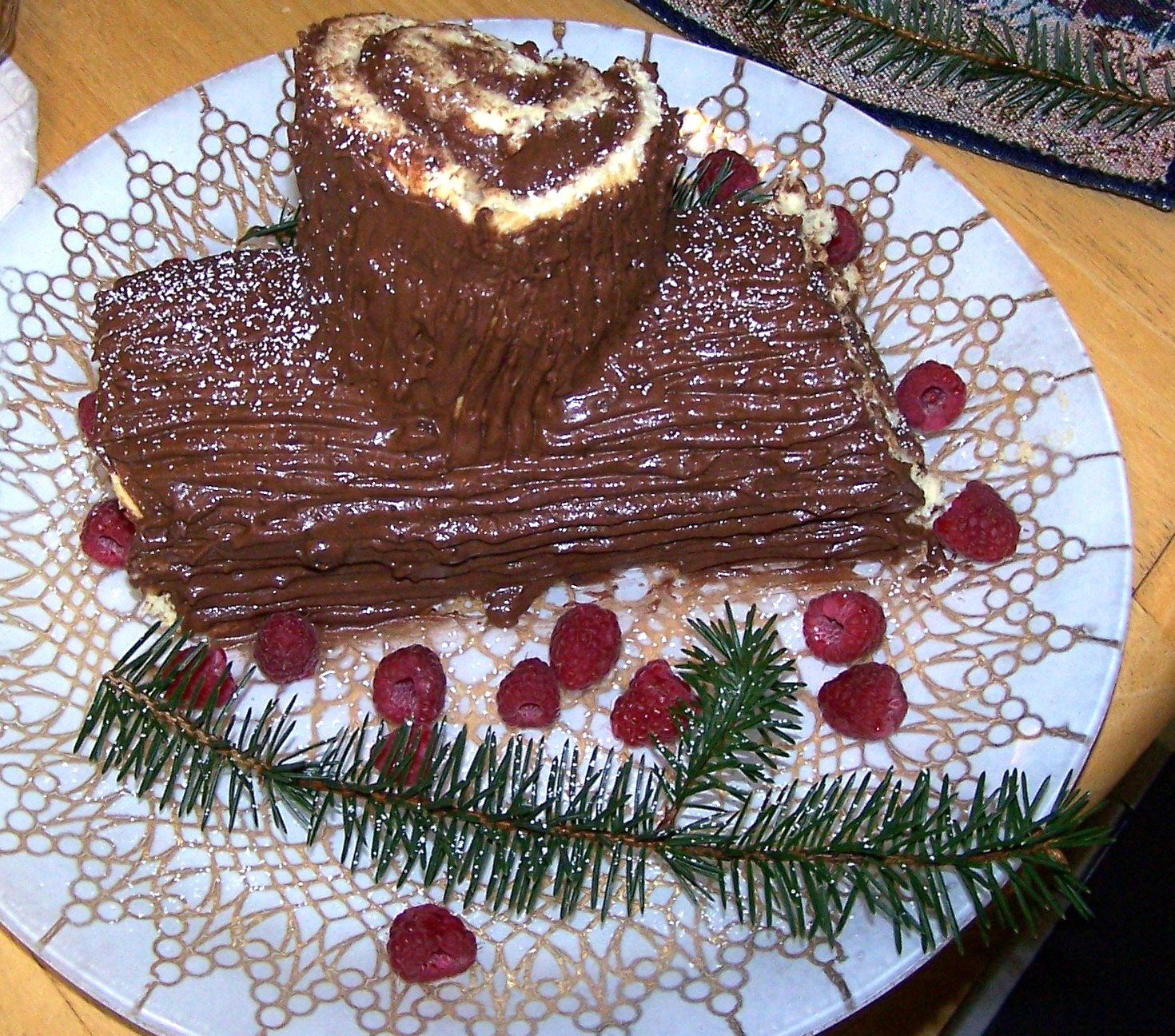
بوش نويل، إحدى حلويات عيد الميلاد التقليدية القادمة من التراث الفرنسي.
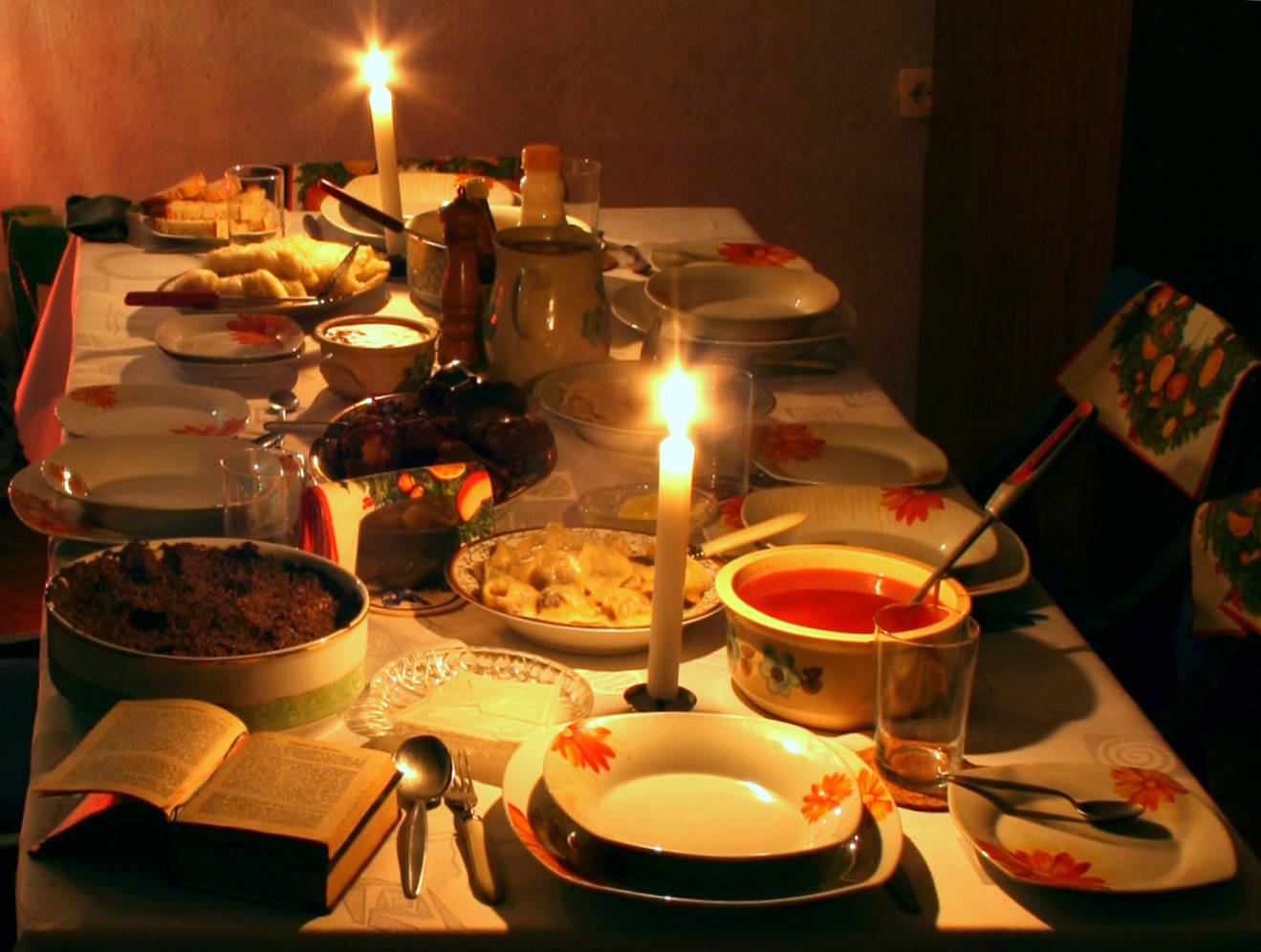
مائدة ال12 صحن التقليدية في أوروبا الشرقية في عشيَّة يوم الأحد.
مائدة عشاء عيد الميلاد، تعرض أصناف من الطعام التقليديّ لعيد الميلاد.
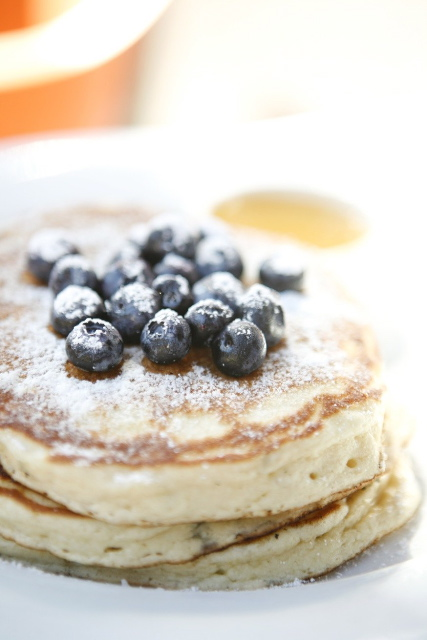
البان كيك في  نيوزيلندا؛ وهو من أطباق المطبخ البروتستانتي في يوم الثلاثاء السمين.
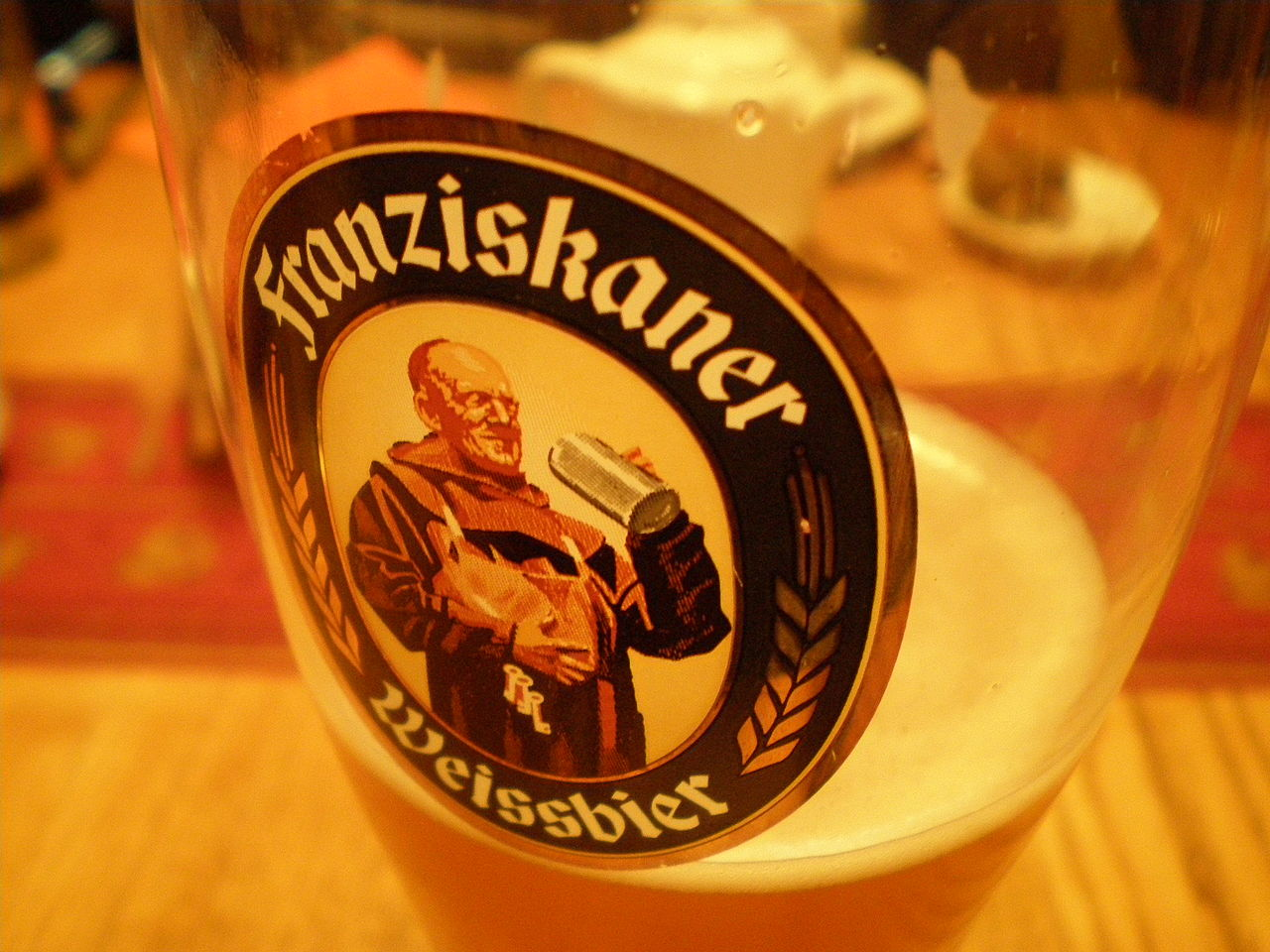
جعة الفرنسيسكان؛ أسسها رهبان الفرنسيسكان في  بافاريا، لا تحرّم المسيحية أي نوع من الشراب.
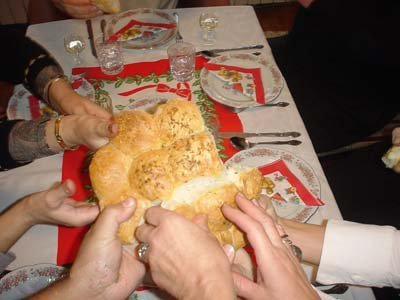
عائلة تتقاسم خبر الكيزنيكا وهي من تقاليد الكنيسة الصربية الأرثوذكسية.
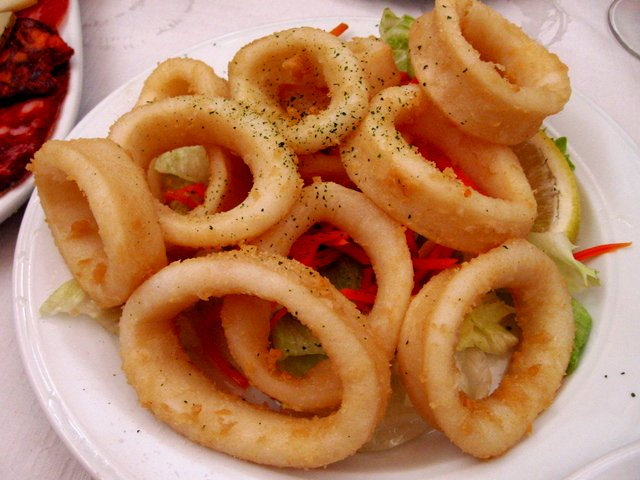
الكلاماري وهي من مأكولات يوم الجمعة في الدول الكاثوليكية والأرثوذكسية.
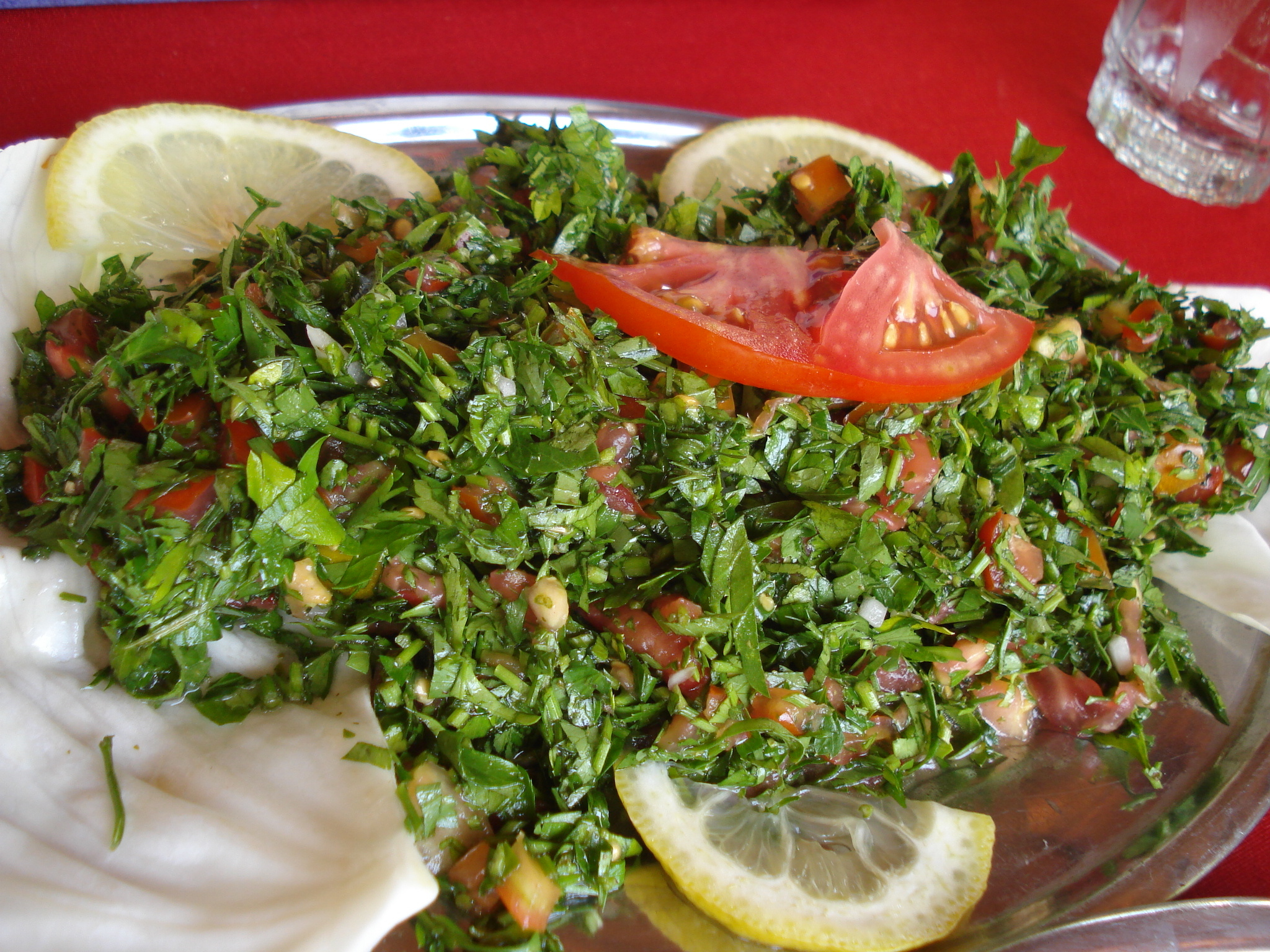
التبولة، وهي من الأطباق المنتشرة بين مسيحيين بلاد الشام خاصًة خلال الصوم الكبير.
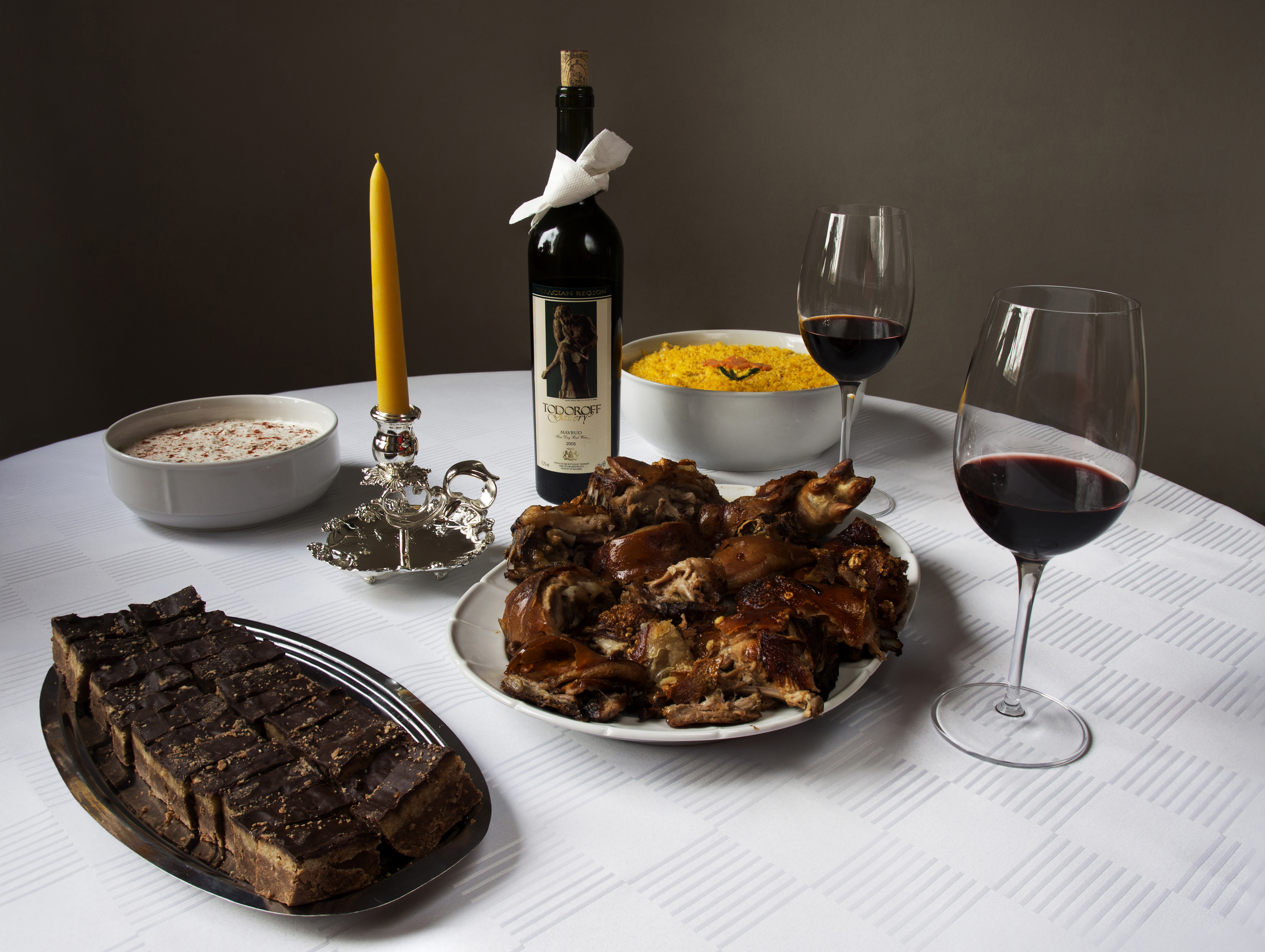
وليمة عيد القيامة التقليديَّة، تتوسطها النبيذ؛ تسمح المسيحية بشرب النبيذ.
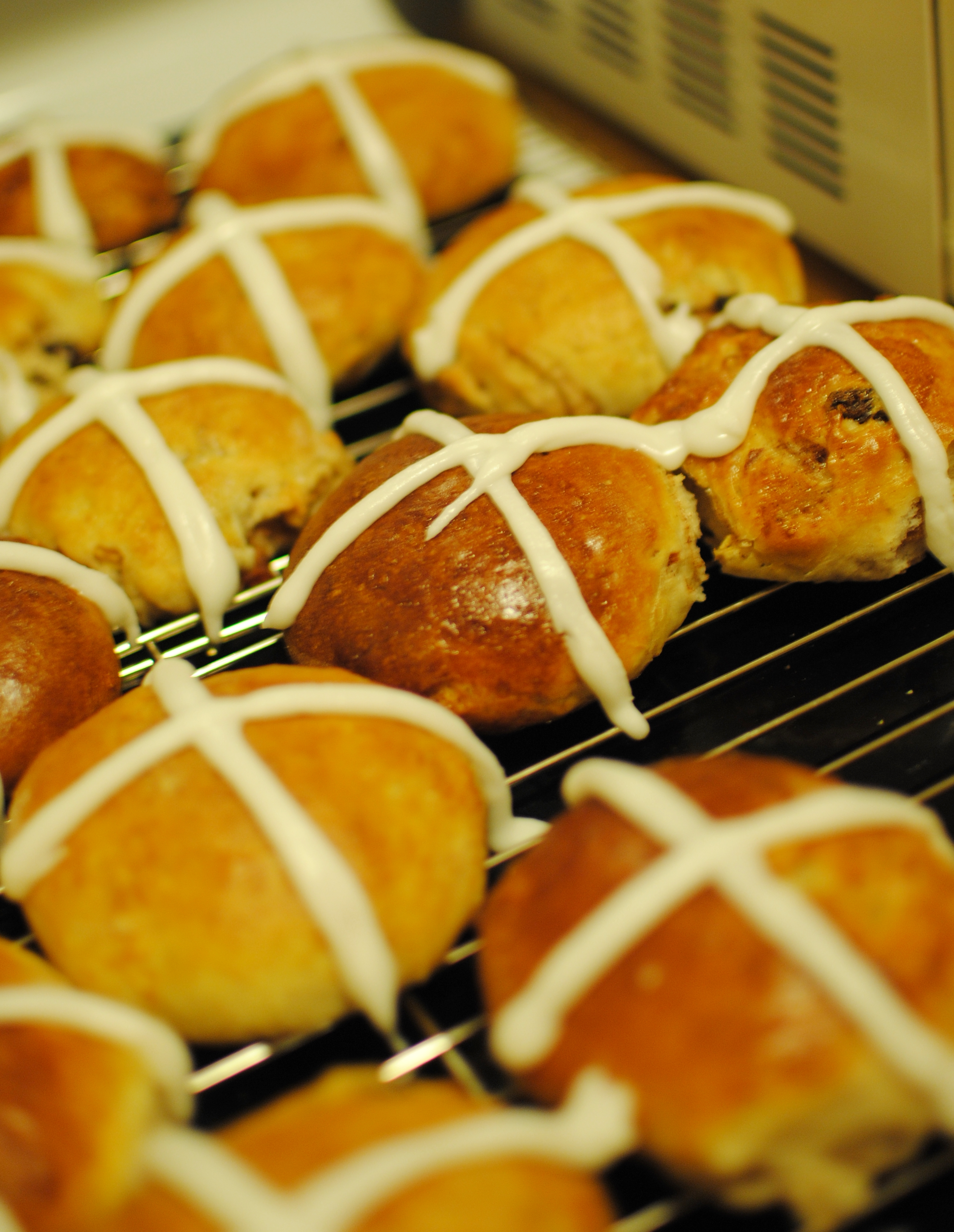
حلويات الصليب الخاصة بيوم جمعة الآلام في الدول البروتستانية.

## مواقع خارجية
- Freston، Kathy (5 سبتمبر 2013)، "God, Christianity and Meat"، هافينغتون بوست، مؤرشف من الأصل في 2017-09-22
- Graham، Billy (16 أغسطس 2010)، "Answers"، BillyGraham.org، Billy Graham Evangelistic Association، مؤرشف من الأصل في 2016-07-23 {{استشهاد}}: تجاهل المحلل الوسيط |الفصل= (مساعدة)